# ポートステートコントロール
ポートステートコントロール（Port State Control、PSC）とは、自国の港に入港する外国船籍の船に対してその国が行う、船内設備や乗組員の資格などの安全に関する立入検査の事である。
入港される国の監督官が監査対象船に対して、港や船舶の安全、海洋汚染の防止のため、国際海事機関（IMO）などで定められた安全規定に満たしているか確認するために立入検査を行う。

## 概要

### 世界
1970年代後半、大型船舶の海難が増大した。海難を起こした船舶の多くは便宜置籍船で、旗国、つまり船籍を有する国による監督体制が不十分であったので、入港される側の国による監督を実施することの重要性が提起されるようになった。1981年、国際海事機関（IMO）においてPSCについての監督手続きに関する決議が採択されたことを契機に、世界的にPSCが本格的に実施されるようになった。
サブスタンダード船の排除を目的に世界中でエリア別に組織が設立されている。
- PARIS MOU （ヨーロッパエリア）[1]
- TOKYO MOU （日本が所属する）[2]
- BS MOU （黒海エリア：Black Sea）[3]
- Latin American MOU（中南米及び南アメリカエリア）[4]
- IOMOU （インドエリア）[5]
- Mediterranean MOU （地中海エリア）[6]

### 日本
日本の外国船舶監督官（英語ではPSCO:Port State Control Officer）は国土交通省職員である。国によってはPSCとFSC (Flag State Control)を兼任している場合もある。FSCとは自国で登録されている船舶が国際条約及び国内法を満足しているか確認するために行う検査である。日本船籍船舶に対するFSCは、船舶安全法等に基づき国又はその代行機関により定期的に検査が行われている。
サブスタンダード船であるかに関わらず、外国籍船舶が入港すれば寄港国のPSCOが検査する権利を持っているので、検査を行う。それぞれのMOUではPSCが検査を行い不備を見つけなかった場合、6ヶ月間は他の国に寄港しても寄港国のPSCは検査しないようになっている。しかし、データの共有の問題（リアルタイムアップデート）、他の国のPSCの検査を信用しない（海難が起こった場合、損害を被るのは寄港国）、検査前に検査する船舶のPSC検査履歴のチェックを行わない等の問題があり、6ヶ月間の約束は守られていない。
1997年のロシア船「ナホトカ号」による6,000klもの油流出事故で、PSCの必要性が求められた。また、2003年8月の北朝鮮からの万景峰号の入港で、PSCの強化がニュースとなった。
日本の監督官としては、2003年には103名の「外国船舶監督官」が各地方運輸局に配置されている。専門の外国船舶監督官（PSC）は少ないことが問題となっている。
日本船籍船以上に厳しい条件を外国船に対して求める場合が多い。特に中古船輸出のPSC検査では輸出通関の直前まで日本で有効な検査証書を具備していた船舶であっても、PSC検査では問題船として改善命令が出される場合が多く、ダブルスタンダードが問題視されている。具体的には、
- 台船・作業船において日本では船として扱っていないため総トン数証明書や油濁防止証書などを具備していない
- 通関を行い外国船になった瞬間から船として具備していなければ運航できない

のような取り扱いが問題視される

### 中国
他の国のポートステートコントロールに不備を指摘された船舶に対して不備が是正されていないのにもかかわらず、是正したことを示すコード10を記入するケースが中国でたびたびある。

## 検査
- 書類
  - 条約と資格証明書（国籍証書・検査証書・その他）
  - 　海図（最新のものに限る・寄港から目的地までのすべての海図が必要）
  - 　ＰＩ保険証書
  - 航海日誌
  - 油記録簿
  - 救命設備、消防設備メンテナンスチェックリスト など
  - 復原性資料
  - 貨物固縛マニュアル（貨物船）
  - P&A マニュアル（ケミカル タンカー）
  - オペレーション マニュアル（ケミカル タンカー）
- 船内検査
  - 操舵室（航海機器：レーダー、AIS、コンパス等）
  - 操舵室（無線設備Global Maritime Distress and Safety System）
  - 機関室、居住区 等の居室部分（ILOの要求の項目はまだPSC検査項目に入っていない）:
    - MLC（ILO)に関するポートステートコントロールのためのガイドライン案[8]

  - 救命設備、救命艇、救助艇（総トン数500トン以上でLPP=85m未満）等
  - 防火設備、防火構造（総トン数500トン以上の船舶）、その他の装置類
  - 消火設備（機関室、カーゴホールド：総トン数2000トン以上の貨物船）、消防ポンプ、ダンパー
  - 貨物の積載状況
  - 船員人数とその資格[7]
- ISM（国際船舶安全管理）
  - 船員の訓練
  - SMS（船舶安全管理規定）：船員の理解度及び実行されているかの検証
- ISPS（国際船舶及び港湾施設保安コード）